# Exotic Birds and Fruit
《Exotic Birds and Fruit》는 1974년 4월에 발매한 영국의 프로그레시브 록 밴드 프로콜 하럼의 일곱 번째 스튜디오 음반이다. 음반의 커버 아트는 이국적인 새와 과일을 중심으로 그림을 그린 헝가리의 유명한 예술가 야콥 보그다니의 작품이다.
아르헨티나에서 이 음반의 제목은 《Pájaros Y Frutas Exóticas》 (문자 그대로 "새와 이국적인 과일"로 번역됨)였다.

## 녹음
프로듀서 크리스 토머스와 다시 협력하여 프로콜 하럼은 런던에 있는 조지 마틴의 에어 런던 스튜디오에서 음반을 녹음했다. 싱어송라이터 겸 피아노 연주자이자 밴드 리더인 게리 브루커에 따르면 이 음반은 광범위한 오케스트레이션을 사용한 이전 두 음반에 대한 반응으로 녹음되었다고 한다. 브루커는 "우리는 오케스트라와 함께 라이브 음반을 만들었습니다. 그리고 나서 《Grand Hotel》을 위해 오케스트라를 스튜디오로 데려갔습니다... 오케스트라는 충분했습니다."라고 말했다.
이 음반에는 당시 밴드의 레코드 레이블인 크리설리스의 설립자들에 대해 쓴 노래 〈Butterfly Boys〉가 수록되어 있다. 밴드는 계약 조건에 불만을 품고 그 좌절감을 노래로 표현했다.

## 평가
| 전문가 평가   | 전문가 평가 |
| 평가 점수     | 평가 점수   |
| 출처          | 점수        |
| ------------- | ----------- |
| AllMusic      | [ 2 ]       |
| Rolling Stone | (not rated) |

《Exotic Birds and Fruit》는 좋은 평을 받았지만, 빌보드 200 차트에서 86위로 상승했다. 덴마크에서는 발매와 동시에 9위로 정점을 찍었고 1975년 초에는 19위로 정점을 찍은 상위 20위에 다시 진입했다. 이 음반은 싱글 전용 B-사이드 트랙인 〈Drunk Again〉을 지원하는 오프닝 트랙 〈Nothing but the Truth〉의 싱글 발매보다 앞서 발매되었다.

## 곡 목록
모든 곡들은 게리 브루커와 키스 리드에 의해 작사/작곡하였다.
| #  | 제목                      | 재생 시간 |
| -- | ------------------------- | --------- |
| 1. | 〈Nothing but the Truth〉 | 3:13      |
| 2. | 〈Beyond the Pale〉       | 3:03      |
| 3. | 〈As Strong as Samson〉   | 5:05      |
| 4. | 〈The Idol〉              | 6:38      |

| #  | 제목                          | 재생 시간 |
| -- | ----------------------------- | --------- |
| 5. | 〈The Thin End of the Wedge〉 | 3:44      |
| 6. | 〈Monsieur R. Monde〉         | 3:40      |
| 7. | 〈Fresh Fruit〉               | 3:05      |
| 8. | 〈Butterfly Boys〉            | 4:25      |
| 9. | 〈New Lamps for Old〉         | 4:07      |